# Первоцвіт звичайний
Первоцвіт звичайний (Primula vulgaris) — рослина з роду первоцвіт родини первоцвітні. Інші назви «примула звичайна», «примула безстеблова».

## Опис
Багаторічна трав'яниста рослина заввишки 5-30 см, з зморшкуватими опушеними зубчастими по краях листям (5-25 см завдовжки і 2-6 см завширшки), знизу, на відміну від деяких інших видів первоцвітів, зеленуваті, без борошнистого нальоту, і воронкоподібними квітками різного забарвлення (блідо-жовті, білії, рожеві, червоні, пурпурові), зібраними в сидячі суцвіття завдовжки 2,5-3,5 см. У садових форм більш яскраве і різноманітне забарвлення квіток. Плід — яйцеподібна коробочка. Квіти є гермафродітами. Насіння завдовжки бородавчасті, 2,5 мм завдовжки, мають коричневий колір.
Листя багаті на вітамін С.

## Культивація
Віддає перевагу лукам, рідкісним лісам, узліссям, галявинам. Рослина морозостійка. Віддає перевагу родючим добре дренованим ґрунтам. Полюбляє напівзатінок і рясний полив. Розмножують рослину насінням, діленням і кореневими живцями. В дикій природі насіння поширюються мурахами. Цвіте в березні — квітні.

## Використання
Застосовують траву, листя, коріння. На їх основі створюють водні витяжки з листя, що прискорюють загоєння ран. Відвар коренів застосовують при бронхіті, бронхопневмонії, катарі верхніх дихальних шляхів. Настій листя може використовуватися як протицинговий засіб при дефіциті вітаміну С.
У народній медицині настій квіток і листя застосовують при простудних захворюваннях, хронічних закрепах, мігрені, запаленні сечового міхура. Настій квітів — при головному болю, неврастенії і безсонні. Порошок з листя — для присипки ран.
Широко застосовується як декоративна рослина. Також використовується листя звичайного первоцвіту у місцевій кулінарії — при приготуванні перших страв, салатів, печення.

## Поширення
Первоцвіт звичайний розповсюджений на території майже усієї Європи зокрема в Україні, також у Марокко, Алжирі, Малій Азії, Вірмені, Сирії й Ірані.

## Підвиди
- Primula vulgaris vulgaris — східна і південна Європа, північна Африка
- Primula vulgaris balearica — Балеарські острови (Іспанія)
- Primula vulgaris rubra — Балканський півострів, Туреччина, Вірменія, Сирія, Іран

## Галерея

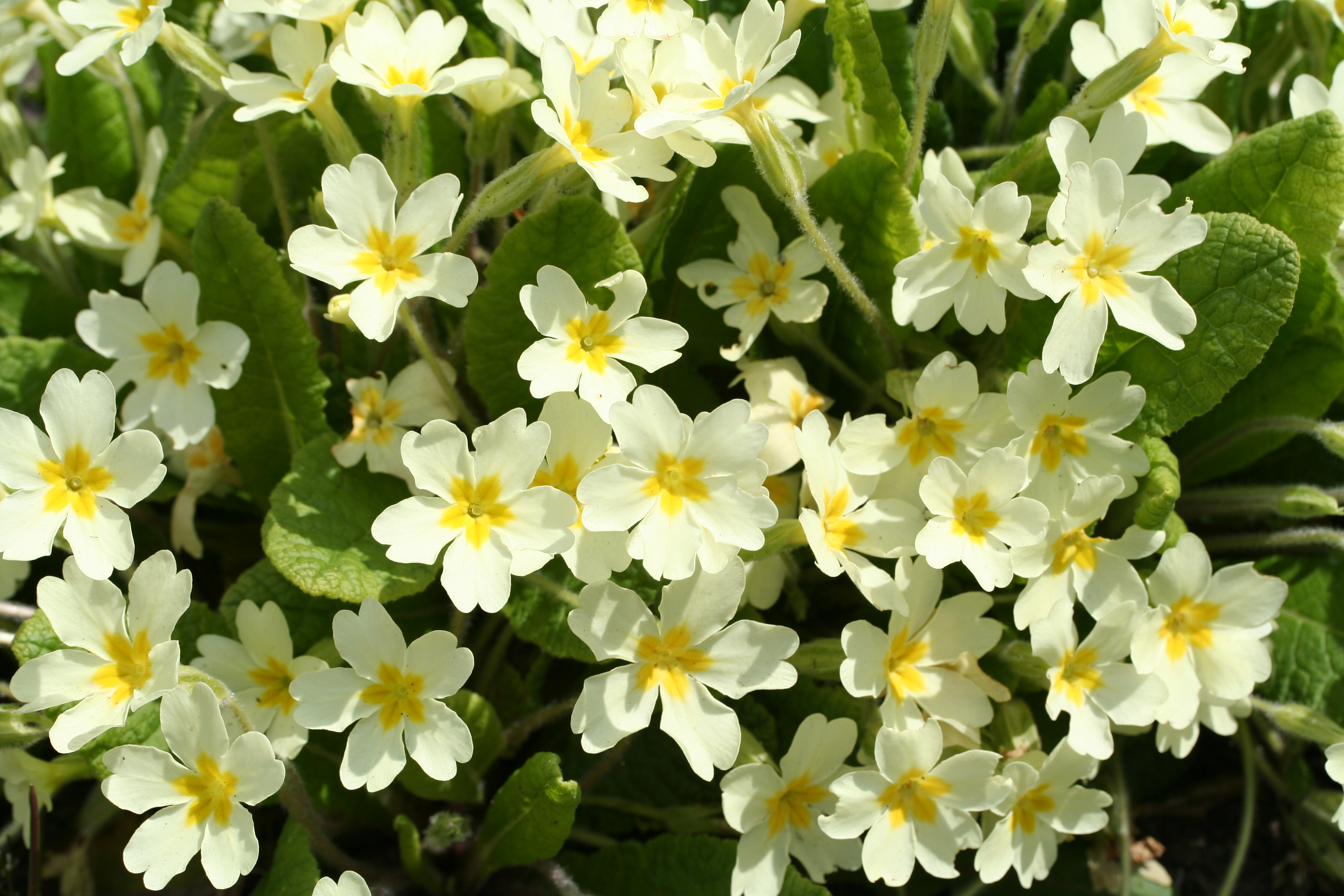
Жовтий цвіт
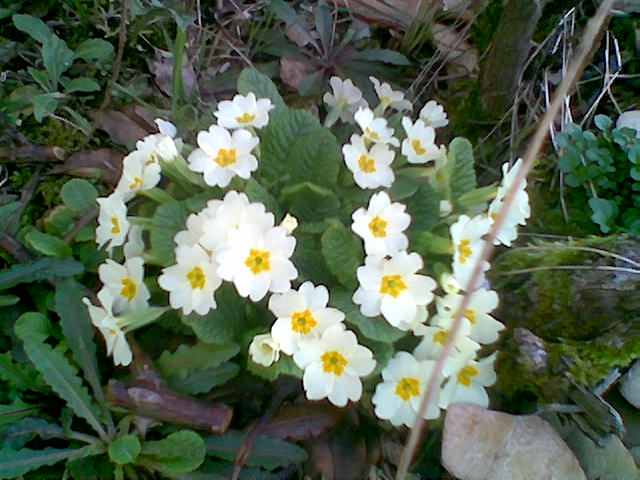
Білий цвіт
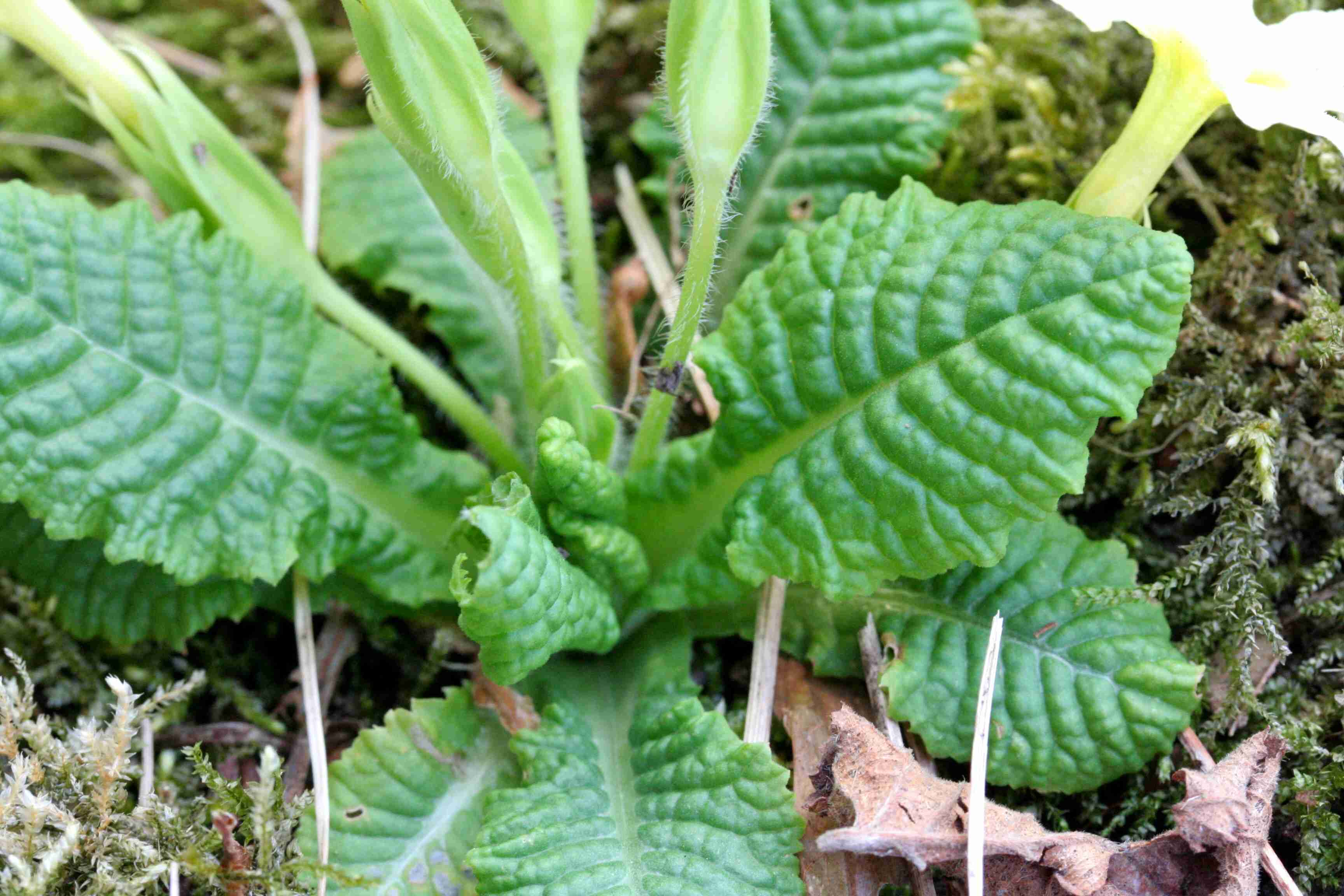
Листки
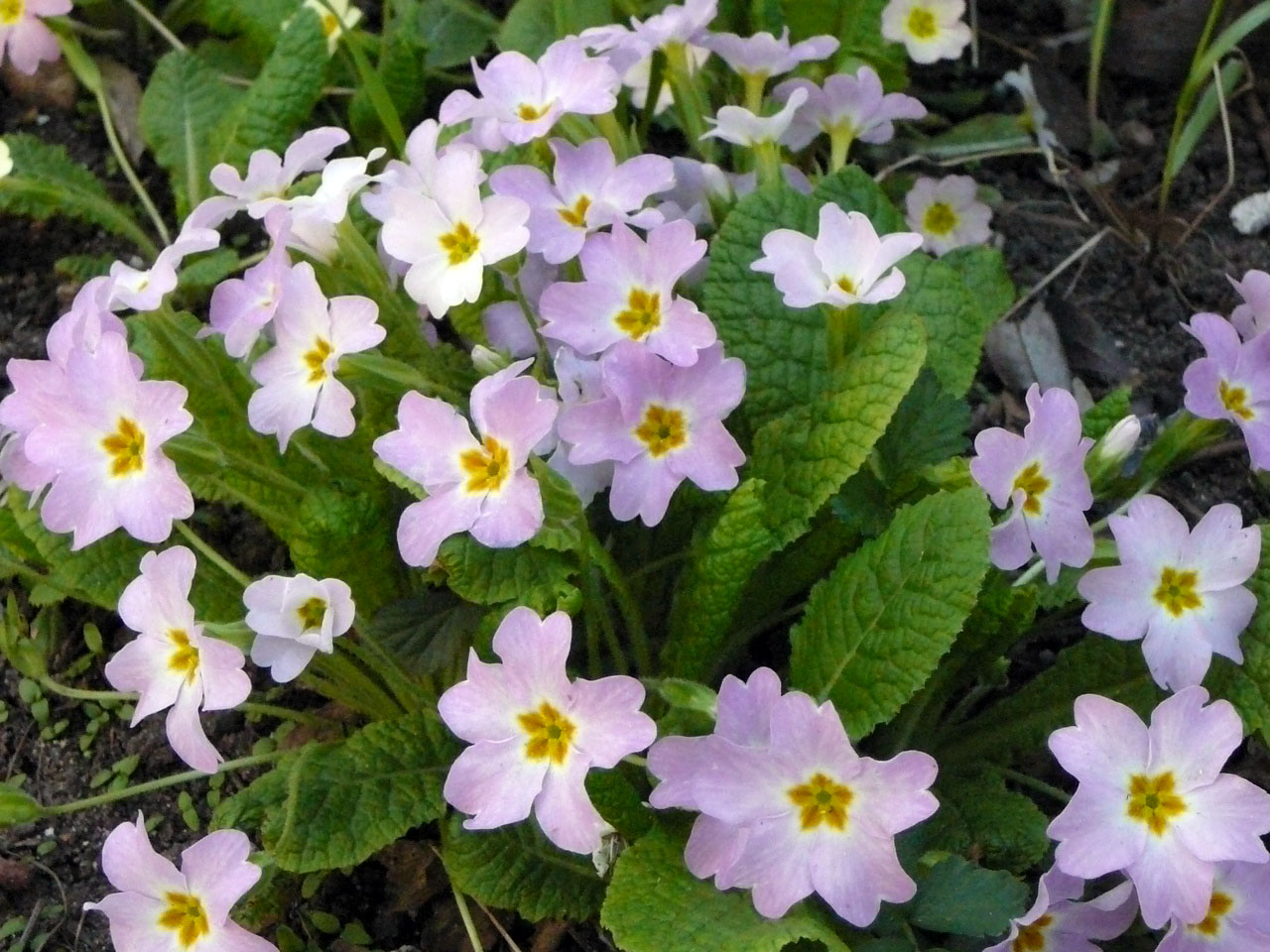
Світло-рожевий цвіт
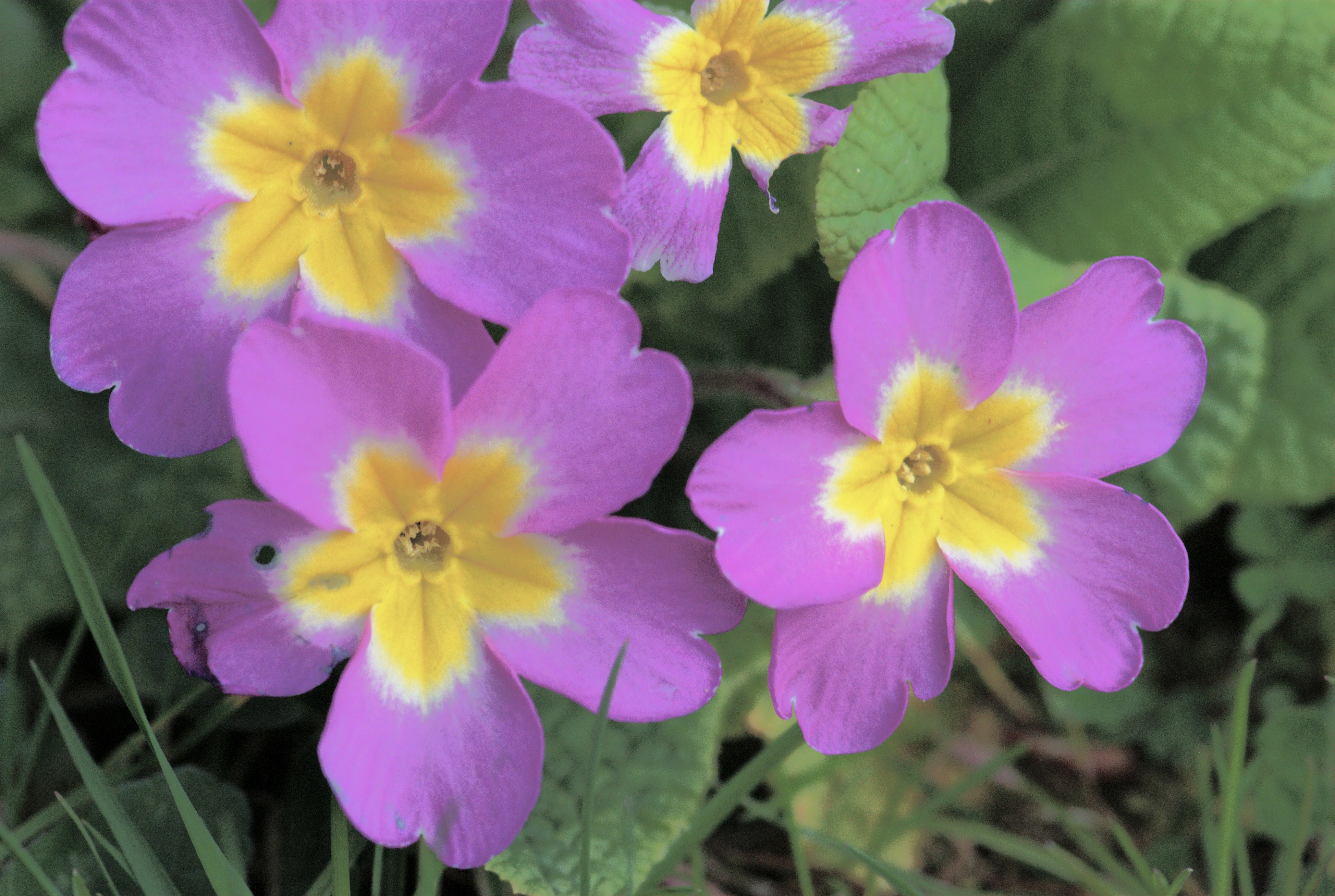
Пурпуровий цвіт
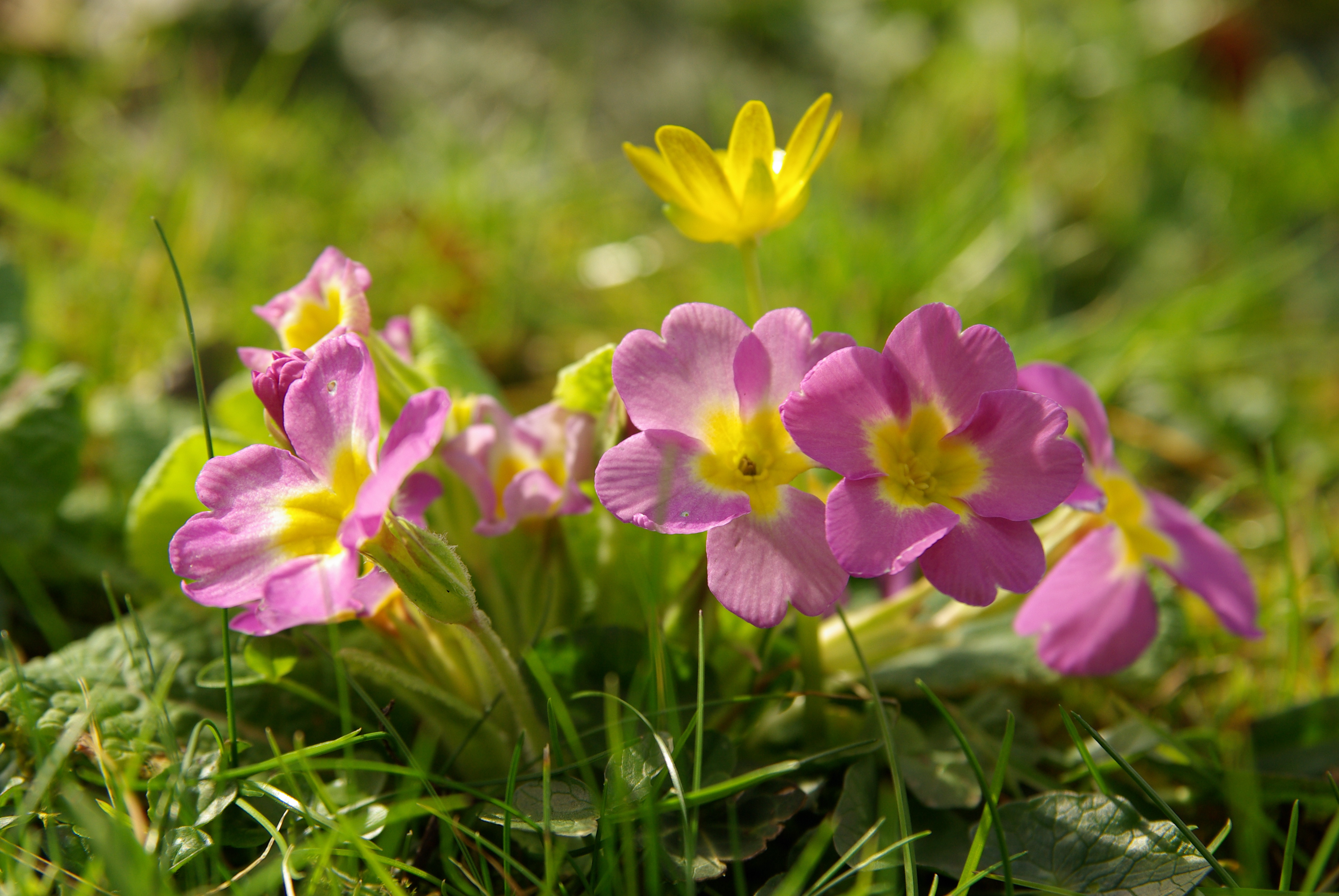
Світло-пурпуровий
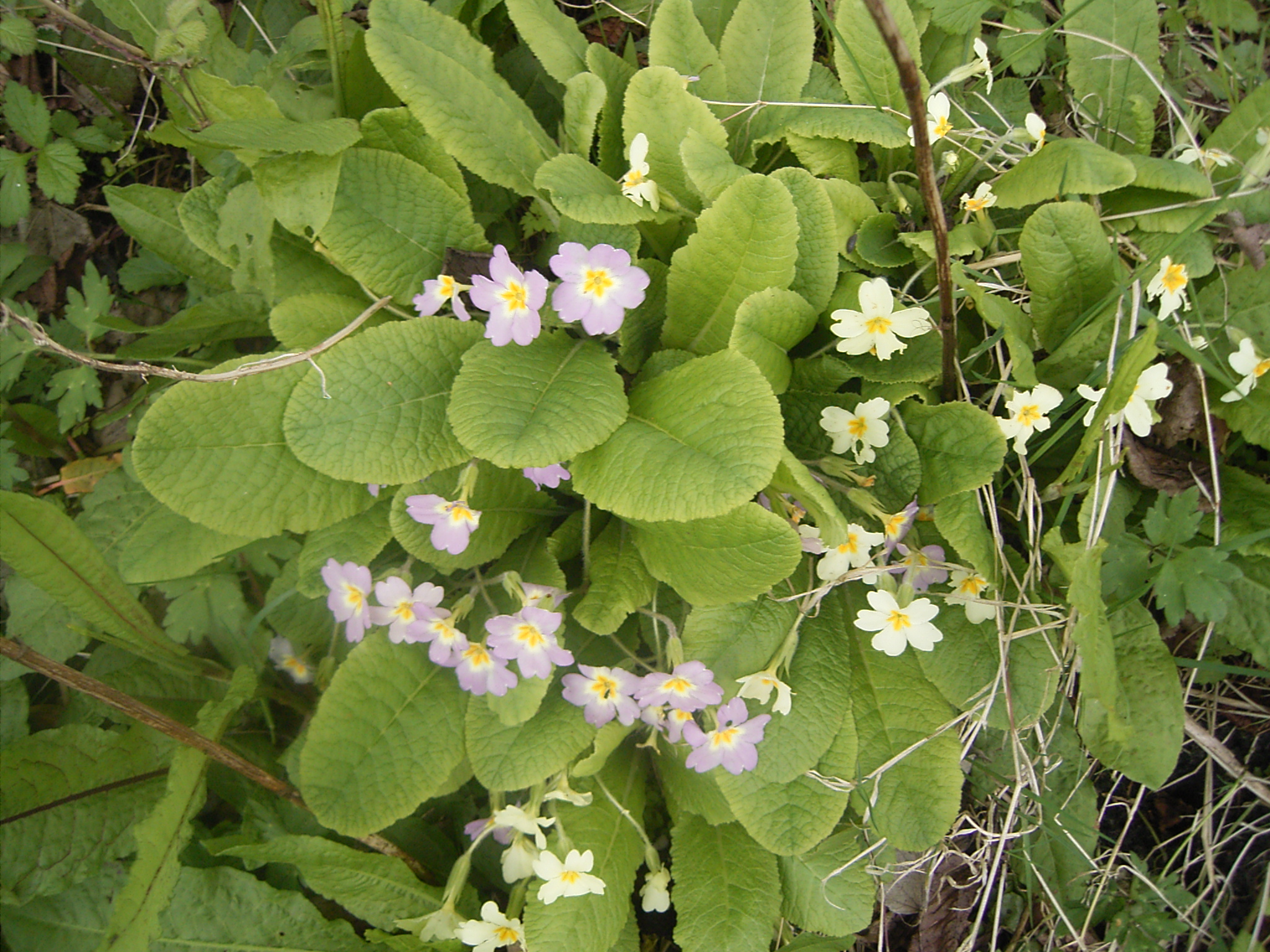
Первоцвіт з різними відтінками пелюсток
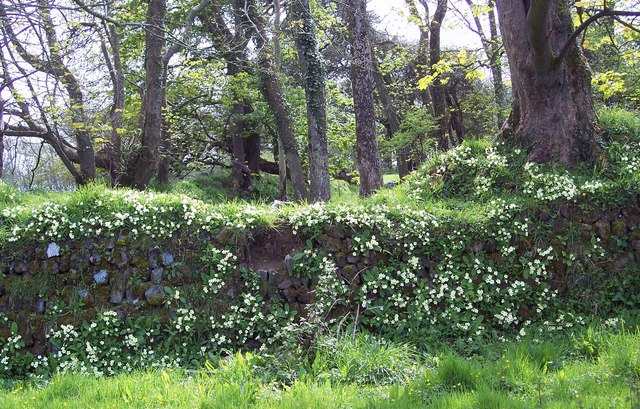
Оселище рослини